# The Resurrection of Pigboy Crabshaw
Albums de Paul Butterfield Blues Band
East-West
(1966) In My Own Dream
(1968)
The Resurrection of Pigboy Crabshaw est le troisième album du groupe de blues américain The Paul Butterfield Blues Band.

## L'album
Premier album sans Mike Bloomfield qui a décidé de quitter le groupe pour laisser plus d'espace à Elvin Bishop. D'où le nom de l'album, Pigboy Crabshaw étant le surnom d'Elvin Bishop. Exit également Billy Davenport et Jerome Arnold. Cet album voit également l'arrivée d'une section de cuivres (deux saxophonistes et un trompettiste).
À l'exception de deux pistes, tous les titres de l'album sont des reprises.

## Les musiciens
- Paul Butterfield : voix, harmonica
- Elvin Bishop : guitare
- Bugsy Maugh : basse
- Philip Wilson : batterie
- Mark Naftalin : claviers
- David Sanborn : saxo
- Gene Dinwiddie : saxo
- Keith Johnson : trompette

## Les titres
| No | Titre                 | Durée |
| -- | --------------------- | ----- |
| 1. | One More Heartache    | 3:20  |
| 2. | Driftin' and Driftin' | 9:09  |
| 3. | I Pity the Fool       | 6:00  |
| 4. | Born Under a Bad Sign | 4:10  |
| 5. | Run Out of Time       | 2:59  |
| 6. | Double Trouble        | 5:38  |
| 7. | Drivin' Wheel         | 5:34  |
| 8. | Droppin' Out          | 2:16  |
| 9. | Tollin' Bells         | 5:23  |

## Informations sur le contenu de l'album
- One More Heartache est une reprise de Marvin Gaye (titre écrit par Smokey Robinson en 1966)
- Driftin' and Driftin' est une reprise de Charles Brown (le titre original de 1945 est Driftin' Blues)
- I Pity the Fool est une reprise de Bobby Blue Bland (1961)
- Born Under a Bad Sign est une reprise d'Albert King (1967)
- Double Trouble est une reprise d'Otis Rush (1958)
- Drivin' Wheel est une reprise de Roosevelt Sykes (1957)
- Tollin' Bells est un titre traditionnel réinterprété par le Paul Butterfield Blues Band.